# Verticordia woodii
Verticordia woodii är en musselart som beskrevs av E. A. Smith 1885. Verticordia woodii ingår i släktet Verticordia och familjen Verticordiidae. Inga underarter finns listade i Catalogue of Life.